# Kabinetscrisis over de woningbouw

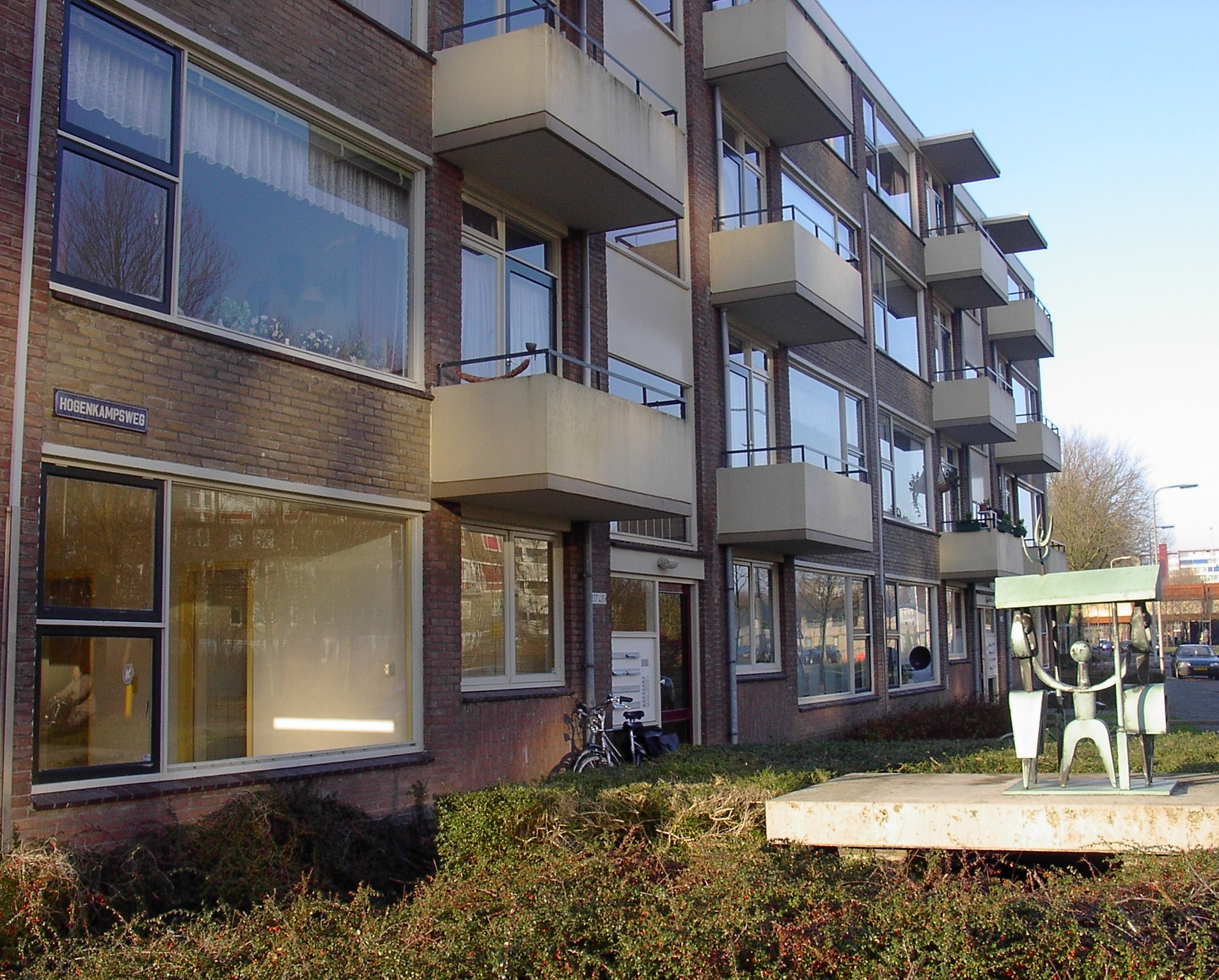
De miljoenste naoorlogse woning werd op 8 november 1962 opgeleverd in Zwolle.

De Bouwcrisis was in 1960 een Nederlandse kabinetscrisis.
Op 23 december 1960 kwam het kabinet-De Quay ten val, nadat de Tweede Kamer een motie-Van Eibergen had aangenomen, waarin om de bouw van 5000 extra woningwetwoningen werd gevraagd. Minister Van Aartsen had aanneming van deze door zijn partijgenoot ingediende motie ontraden.
Aangezien het bij deze crisis vooral leek te gaan om een uit de hand gelopen ruzie tussen ARP-fractie en ARP-bewindslieden (Van Aartsen en Zijlstra) werd aangestuurd op 'lijmen'. Daartoe kreeg ARP-senator W.F. de Gaay Fortman op 27 december de opdracht.
Hij wist op 2 januari 1961 een compromis te bereiken, waarna het kabinet kon doorregeren. Voornaamste slachtoffer zou uiteindelijk ARP-fractievoorzitter Sieuwert Bruins Slot worden, die zich in 1963 terugtrok als Kamerkandidaat. Zijn optreden in 1960 had er mede toe geleid dat er in zijn achterban onvrede was ontstaan.

## Voorgeschiedenis
De formatie verliep in 1959 vrij moeizaam. Formateur De Quay had vooral problemen bij het vinden van geschikte kandidaten. Uiteindelijk lukte het hem echter op 26 april 1959 een kabinetsploeg bijeen te brengen. Voor de ARP waren de Tweede Kamerleden Hazenbosch en Biewenga de kandidaten voor respectievelijk Volkshuisvesting en Landbouw. Lijsttrekker en minister Zijlstra en zijn ambtsgenoot Van Aartsen vielen daarmee uit de boot.
Omdat de (eigen) ARP-fractie met dit resultaat ontevreden was, trokken Hazenbosch en Biewenga zich alsnog terug. Na een tweede poging van De Quay werd wel een kabinet gevormd. Ditmaal met voor de ARP Zijlstra en Van Aartsen als ministers op respectievelijk Financiën en Volkshuisvesting. Het waren nu dus Hazenbosch en Biewenga die 'uit de boot waren gevallen'.
In de ARP, en dan met name in de CNV-vleugel, bestond onvrede over de samenstelling van het kabinet. Het verwijt was dat het sociale element te veel ontbrak. Een aantal 'verontrusten', onder wie De Gaay Fortman, Roolvink en de Kamerleden Van Eibergen en Hazenbosch, schreef een brief aan de partijleiding, waarin de ARP werd gevraagd het kabinet te boycotten.
ARP-voorman Zijlstra was nogal ontstemd over deze kritiek. En ook de partij wees de aanval van de 'verontrusten' af. Opmerkelijk was dat mede-ondertekenaar Roolvink korte tijd later toetrad tot het kabinet, als staatssecretaris van Sociale Zaken.

## Aanloop tot de crisis
In het bouwprogramma voor 1961 werd uitgegaan van de bouw van 80.000 nieuwe woningen, waarvan 65.000 premiewoningen. De ARP, maar ook regeringspartij CHU, vonden dit te laag. De woningnood diende een hogere prioriteit te krijgen. De fracties wilden dat er 5000 extra woningwetwoningen zouden worden gebouwd.
De Ministers Van Aartsen en Zijlstra vonden dit onaanvaardbaar, omdat er een tekort aan bouwvakkers was. Uitbreiding van het bouwprogramma zou tot spanning op de arbeidsmarkt leiden, en daarmee tot loonstijgingen. In een gesprek met de fractiewoordvoerders, voorafgaand aan het begrotingsdebat, wezen ze de eis af. Zijlstra zou daarbij hebben gezegd: "Geen dakpan erbij".
De KVP-fractie trachtte samen met de VVD tot een compromisvoorstel te komen. Dat behelsde dat er in 1961 2500 gesubsidieerde woningen meer zouden worden gebouwd, en dat de haalbaarheid van nog eens 2500 woningen zou worden onderzocht.

## Het debat en de stemming
Op 21 december 1960 ving de behandeling van de begroting van Volkshuisvesting en Bouwnijverheid voor 1961 aan. ARP en CHU legden hun eis in een gezamenlijk motie vast, met ARP-woordvoerder Van Eibergen als eerste ondertekenaar. Het compromis van KVP en VVD werd eveneens in een motie (Andriessen/Oud) voorgesteld.
Minister Van Aartsen volstond met het afwijzen van de motie-Van Eibergen, zowel vanwege de financiële gevolgen (f 40 miljard) als vanwege de spanning op de arbeidsmarkt.
De ARP-fractie misgunde bovendien de KVP de eer om het kabinet via een compromis te redden. Tijdens een schorsing besloot de fractie voet bij stuk te houden. De spanning liep zo hoog op, dat fractievoorzitter Oud van de VVD onverrichter zake terugkeerde van overleg met ARP en CHU. Hij verklaarde dat bij het ARP- en CHU-beraad een sfeer heerste, zoals 'in een kleedkamer tijdens een interland-voetbalwedstrijd'. Ook de jenever zou rijkelijk hebben gevloeid.
Minister-president De Quay kwam in de avond van 22 december naar de Kamer om de kabinetskwestie te stellen. Van Aartsen deelde mee dat ook indien de motie zou worden verworpen, maar de fracties van ARP en CHU daar wel voorstemden, Zijlstra en hij zouden opstappen.
De motie werd met 70 tegen 59 stemmen aangenomen. Behalve de oppositie (PvdA, CPN, SGP, PSP) gaven ARP en CHU er steun aan. KVP en VVD stemden tegen. Een dag later bood het kabinet zijn ontslag aan.

## Gelijmd
Op 27 december kreeg het vooraanstaande ARP-Eerste Kamerlid De Gaay Fortman de opdracht de breuk in het kabinet van premier Jan de Quay te lijmen. Cabaretier Wim Kan kon in zijn Oudejaarsconference dan ook het lied "Lijmen Jan, lijmen Jan, lijmen met z'n allen" aanheffen.
Al op 2 januari had hij succes. Het compromis werd gevonden in het alsnog uitvoeren van de motie-Andriessen/Oud. Dat De Gaay Fortman snel succes had, kwam vooral omdat in de ARP veel onvrede heerste over het optreden van de eigen fractie. Vooral fractievoorzitter Bruins Slot werd sterk bekritiseerd. In 1963 zou hij zich uiteindelijk terugtrekken als kandidaat; formeel om medische redenen, maar feitelijk vanwege het verminderde vertrouwen.
Het kabinet zat tot mei 1963 de rit uit. In 1963 behaalden de regeringsfracties wisselenden resultaten: de KVP won, VVD en ARP verloren en de CHU bleef gelijk.
Zo was de crisis vooral het gevolg van een intern partijconflict in de ARP, waarbij persoonlijke tegenstellingen de voornaamste rol speelden.